# 李褒
李褒（1419年—？），字濟美，江西吉安府廬陵縣人，軍籍，明朝政治人物。進士出身。

## 生平
江西鄉試第一百二十名。景泰五年（1454年）甲戌科會試第二百二十名，殿試登進士第三甲第六名。

## 家族
曾祖李允忠。祖父李以和。父亲李孟讓。